# المرتفعة (عفرين)
المرتفعة  قرية سوريّة تتبع إداريّاً لمحافظة حلب منطقة عفرين ناحية راجو، بلغ تعداد سكانها 675 نسمة حسب التعداد السكاني لعام 2004.